# Sara-Theodora
Sara-Theodora var Bulgariens tsaritsa (kejsarinna) mellan 1349 och 1371 som gift med tsar Ivan Alexander av Bulgarien. Hon fick som gift namnet Theodora, men blev i historien känd som Sara-Theodora; Sara var det judiska namn hon fick i tragedin av Ivan Vazov, som skildrade hennes och Ivan Alexanders kärlekshistoria.

## Biografi
Sara-Theodora var född som medlem av den judiska församlingen i Tarnovo. År 1349 tvingade tsar Ivan Alexander av Bulgarien sin maka att gå i kloster, och Sara konverterade från judendomen till den ortodoxa kristendomen, döptes till Theodora och gifte sig med honom. Paret fick fyra barn. 
Theodora blev känd som en fanatisk anhängare av den ortodoxa kyrkan; hon grundade kloster, restaurerade kyrkor och tog initiativ till en kyrkokonferens riktad mot judarna. Hon därför mycket populär i kyrkliga kretsar. Theodora var ansvarig för att Bulgarien delades mellan hennes son, Ivan Sjisjman, som utnämndes till sin fars medregent, och makens son i första äktenskapet, Ivan Sratsimir, som fick en separat förläning. Vid makens död 1371 delades riket då hennes förre styvson utropade sin förläning till ett självständigt rike. Hennes dödsår är okänt, men vanligen placerat i slutet av 1380-talet.
Sara-Theodora har i historien länge ansetts ansvarig för att Bulgarien erövrades av osmanerna, eftersom hon åstadkom den delning av landet som ansetts ha försvagat Bulgarien. Bulgarien var dock sedan länge starkt försvagat, internt splittrat och i konflikt med Serbien och Ungern, och dess delning tros numera inte ha påverkat så mycket som man länge trott.